# إيبر د. هاو
إيبر د. هاو (بالإنجليزية: Eber D. Howe)‏ هو محرر وصحفي أمريكي، ولد في 9 يونيو 1798، وتوفي في 1884.